# Fehman Thomas
Fehman Thomas (Feman Tomas) född omkring 1580 på ön Fehman i Tyskland, död 7 mars 1649 i Västerplana socken, Västergötland, var en tysk-svensk stenhuggare och byggmästare.
Han var gift med Rangela Nilsdotter. Thomas var verksam som stenhuggare och byggmästare i Stockholm i början av 1600-talet. Han flyttade till Västerplana 1622 där han bosatte sig i det som i dag kallas Tyskagården. Han var under en tid den mest produktiva stenhuggaren av västgötska gravstenar och inledde den korta blomstringstid som kom att känneteckna stenhuggeriet i Västergötland som en konstgren. Utmed norra väggen på Västerplana kyrka uppförde han för egen räkning ett stort gravkor där man över ett spetsbågigt fönster återfinner en vapensköld med ett bomärke. Liknande bomärke återfinns även på några av de gravmonument Thomas färdigställde. 